# Mihăilenii Noi, Rîșcani
Mihăilenii Noi este un sat din cadrul comunei Vasileuți din raionul Rîșcani, Republica Moldova.

## Demografie

### Structura etnică
Structura etnică a satului conform recensământului populației din 2004:
| Grup etnic         | Populație | % Procentaj |
| ------------------ | --------- | ----------- |
| Ucraineni          | 192       | 76,49%      |
| Moldoveni / Români | 54        | 21,16%      |
| Ruși               | 4         | 1,59%       |
| Țigani             | 1         | 0,4%        |
| Total              | 251       | 100%        |